# Bukit Panjang (stacja metra)
- | Ilustracja                                    |                                |
| Państwo                                       | Singapur                       |
| Data otwarcia                                 | 27 grudnia 2015                |
| Downtown Line                                 |                                |
| Poprzednia stacja                             | Początek linii                 |
| Następna stacja                               | Cashew                         |
| Położenie na mapie SingapuruBukit Panjang MRT |                                |
| 1°22′42″N 103°45′42″E/1,378333 103,761667     |                                |
| \| \| Multimedia w Wikimedia Commons \|       |                                |
|                                               | Multimedia w Wikimedia Commons |

Bukit Panjang – stacja Mass Rapid Transit (MRT) w Singapurze, która jest częścią Downtown Line. Została otwarta 27 grudnia 2015. Stacja umożliwia przesiadkę do pociągów systemu LRT i znajduje się na granicy trzech obszarów: Bukit Panjang, Bukit Batok i Choa Chu Kang.